# Nemesia shenlongi
Nemesia shenlongi — вид мігаломорфних павуків родини Nemesiidae. Описаний у 2022 році.

## Назва
Видова назва shenlongi посилається на дракона Шеньлун з китайської міфології, який є персонажем манги «Dragon Ball», де він виконує бажання того, хто зібрав всі сім куль дракона. Павук з ґрунту та слини ліпить кульку, якою закриває вхід у своє гніздо. Ця кулька нагадала авторам таксона кульку дракона з вищевказаної манги.

## Поширення
Ендемік Іспанії. Виявлений поблизу міста Херес-де-ла-Фронтера в Андалусії на півдні країни.

## Опис
Довжина тіла самця від 14,09 до 16,75 мм, самиці — від 16,84 до 20,87 мм.